# Opico
Opico (ou San Juan Opico) é um município localizado no departamento de La Libertad, em El Salvador. Sua população estimada em 2007 era de 74 280 habitantes.

## Transporte
O município de Opico é servido pela seguinte rodovia:
- LIB-25, que liga a cidade de Quezaltepeque ao município de Ciudad Arce
- LIB-31, que liga a cidade de San Pablo Tacachico ao município
- LIB-27, que liga a cidade de San Matías ao município
- RN-07, que liga a cidade de Apopa (Departamento de San Salvador) ao município
- CA-01, que liga o distrito de Candelaria de la Frontera (Departamento de Santa Ana) (e a Fronteira El Salvador-Guatemala, na cidade de Atescatempa - CA-01) à cidade de San Salvador (Departamento de San Salvador)
- LIB-35, (SAN-11) que liga a cidade de El Congo (Departamento de Santa Ana) ao município
- LIB-29, LIB-08, LIB-24, que ligam vários cantões do município [2]